# Rhys Griffiths
Pour les articles homonymes, voir Griffiths.
Rhys Griffiths (né à Cardiff le 1er mars 1980) est un footballeur gallois.

## Un but par match
Rhys Griffiths est un des buteurs les plus prolifiques du championnat gallois. Depuis sa dernière saison à Port Talbot Town (2005-2006), il inscrit en moyenne un but à chaque match. C'est ainsi qu'il possède le titre de meilleur buteur de Welsh Premier League lors de 7 saisons consécutives. Le tableau ci-dessous indique la liste de ses réalisations en championnat durant cette période.
| Saison    | Club             | Matchs | Buts |
| --------- | ---------------- | ------ | ---- |
| 2005-2006 | Port Talbot Town | 32     | 28   |
| 2006-2007 | Llanelli AFC     | 32     | 30   |
| 2007-2008 | Llanelli AFC     | 31     | 40   |
| 2008-2009 | Llanelli AFC     | 28     | 31   |
| 2009-2010 | Llanelli AFC     | 33     | 30   |
| 2010-2011 | Llanelli AFC     | 28     | 25   |
| 2011-2012 | Llanelli AFC     | 29     | 24   |

## Palmarès

### En club
Llanelli AFC
- Championnat du pays de Galles de football
  - Champion : 2008
- Coupe du pays de Galles
  - Vainqueur : 2011
- Coupe de la Ligue
  - Vainqueur : 2008

### Distinctions personnelles
- Welsh Premier League
  - Meilleur buteur : 2006, 2007, 2008, 2009, 2010, 2011 et 2012.
- Apparaît dans l'équipe type de la saison 2010-2011 en Welsh Premier League[1].
- Meilleur joueur de la saison 2010-2011[2].